# Sergei Alexandrowitsch Lobowikow
Sergei Alexandrowitsch Lobowikow (russisch Сергей Александрович Лобовиков; * 19. Juni 1870 in Belaja, Gouvernement Wjatka, Russisches Kaiserreich; † 27. November 1941 in Leningrad) war ein russischer Fotograf und Edeldrucker.

## Leben
Lobowikow entstammt dem fruchtbaren geistlichen Milieu der russischen Provinz, sein Vater war Diakon in der Dorfkirche von Belaja. Mit dem Tod beider Eltern im Jahr 1884 wird er früh zum Vollwaisen und beginnt 1885 eine fünfjährige fotografische Ausbildung bei P. G. Tichonow, in dessen Haushalt in Vjatka – wo er einen Großteil seines Lebens verbringen wird – er auch lebt.
Außer dieser fotografischen Lehre erhält Lobowikow nie eine weitere fotokünstlerische Ausbildung, aber er hält zeitlebens Freundschaften und Kontakte zu Künstlern, die ihn beeinflussen; wie etwa A.O. Karelin, der ihm abrät eine weitere Ausbildung anzustreben, damit sein selbstständiger Stil erhalten bliebe. Über viele Jahre hinweg ist Lobowikow in verschiedenen Vereinen aktiv: einerseits reicht er seine eigenen Werke bei fotografischen Preisverleihungen ein, andererseits arbeitete er ab 1901 an der Organisation von Ausstellungen in Vjatka mit und wird erst Vorsitzender der Fotografischen Gesellschaft zu Vjatka und später des 1909 gegründeten „Vjatkaer Kunstkreises“. Lobowikow und der Kunstkreis erschaffen noch im Gründungsjahr die Basis für ein Kunstmuseum, aus dem später das Kirower Bezirksmuseum hervorgehen wird, das besondere Bedeutung für die Bewahrung und Wiederentdeckung des fotografischen Werks von Lobowikow haben wird. Aufgrund des großen Arbeitspensums neben seiner beruflichen Tätigkeit legt Lobowikow 1912 seine Vereinsämter zurück.
Auch auf ein Anraten Karelins hin eröffnet der ambitionierte Sergej Lobowikow 1894 sein erstes eigenes Studio, ab 1904 – ein Jahr nachdem er Elizaveta Jakimowa, eine Dorflehrerin, geheiratet hatte – in einem eigenen Haus, das er aufwendig umbauen ließ, um ein Atelier, das seinen Ansprüchen gerecht wurde, zu erhalten. Dieses Studio betreibt Lobowikow, neben seiner scheinbar nur episodenhaft ausgeübten künstlerischen Tätigkeit, durchgehend bis 1932. In diesem Jahr schenkt er Haus und Labor der Pädagogischen Hochschule, an der er ab 1920 Fotografie unterrichtete. Diese betreibt das Labor noch einige Zeit weiter und schließt es dann und funktioniert das Haus zu Wohnraum um. 1934 übersiedelt Lobowikow nach Leningrad, wo er 1941 infolge eines deutschen Bombenangriffs stirbt.

## Fotografie
Timofej Lobowikow zitiert eine Notiz seines Vaters Sergej, in der dieser über sich selbst sagte: „Ich bin ein Bauernfotograf. Mein Sujet ist der Bauer, und seine Existenz interessiert mich aus jedem Blickwinkel.“ Melancholische Bilder des Landlebens und Porträts der Landbevölkerung machen auch tatsächlich einen Großteil seines künstlerischen Schaffens aus. Daneben fertigte er als professioneller Fotograf unzählige Stadtansichten und Porträts an. Am Ende seiner professionellen Karriere soll er 60000 Fotoplatten aus Glas, die er für künstlerisch wertlos hielt, aus dem Fenster seines Ateliers geworfen haben – was man auch als symbolischen Befreiungsschlag von der banalen Berufspraxis lesen könnte.
Für seine persönliche künstlerische Arbeit verwendete Lobowikow vorzugsweise den Gummi- oder Bromöldruck; speziell in der frühen Phase auch den Platindruck. Als Stilmittel verwendet er bevorzugt Ausschnittsvergrößerungen und Unschärfen. Im Gegensatz zu seiner Arbeitsfotografie – von deren Verbleib oft wenig bekannt ist – ist sein künstlerisches Werk nahezu vollständig erhalten, da Lobowikow sich nie von seinen Edeldrucken trennte, weder durch Tausch, noch durch Verkauf. Nach der Zerstörung der Leningrader Wohnung der Lobowikows, bei der Sergej ums Leben kam, kam sein Sohn Timofej 1943 nach Leningrad und konnte er die Bilder seines Vaters größtenteils retten. Er bewahrte sie auf und übergab sie dann dem Kirover Bezirksmuseum, in welchem sie lange auf ihre Wiederentdeckung warten mussten und nur sporadisch ausgestellt wurden.
Sergej Lobowikow erlebte nur eine einzige Einzelausstellung seiner Werke: 1927 in Moskau von der Russischen Photographischen Gesellschaft ausgerichtet, anlässlich seines 40-jährigen Berufsjubiläums. Er beteiligt sich aber an vielen Gruppenausstellungen, bei denen er auch mehrfach ausgezeichnet wird. Die erste Ausstellung seines Werkes nach 1927 fand 1995 in der Documenta-Halle Kassel statt.

## Weiterführende Literatur
- Hans Puttnies (Hrsg.): Sergej Lobovikov. Ein russischer Meister der Kunstfotografie. Prestel, München und New York 1995.
- Karlheinz W. Kopanski, Claudia Gabriele Philipp (Hrsg.): Meisterwerke russischer und deutscher Kunstphotographie um 1900. Sergej Lobovikov und die Brüder Hofmeister. Prestel, München und New York 1999, ISBN 3-7913-2234-6.